# Гришин, Виктор Васильевич
Ви́ктор Васи́льевич Гри́шин (18 сентября 1914, Серпухов, Московская губерния, Российская империя — 25 мая 1992, Москва, Россия) — советский партийный и государственный деятель, член Политбюро ЦК КПСС (1971—1986, кандидат с 1961). В 1967—1985 годах — первый секретарь Московского горкома КПСС. В 1956—1967 годах — председатель ВЦСПС.
Член ЦК КПСС (1952—1986). Депутат Верховного Совета СССР (1954—1987).

## Биография
Родился в семье рабочего. Детство провёл в деревне Нефёдово Серпуховского района.
В 1928 году окончил Серпуховскую железнодорожную школу, в 1933 году — Московский геодезический техникум. Работал землемером, затем топографом в Серпуховском районном земельном отделе. После окончания в 1937 году Московского техникума паровозного хозяйства имени Ф. Э. Дзержинского был заместителем начальника Серпуховского паровозного депо.
С 1938 по 1940 год служил в Красной Армии, был заместителем политрука роты.
В 1939 году вступил в ВКП(б). После демобилизации — снова в Серпуховском паровозном депо. В апреле 1941 года избран секретарём парткома железнодорожного узла станции Серпухов. С января 1942 года секретарь, затем второй, первый секретарь Серпуховского горкома ВКП(б).
С апреля 1950 года заведующий отделом машиностроения Московского обкома партии. В 1952 году по предложению Н. С. Хрущёва был избран вторым секретарём Московского обкома партии.
С 1956 по 1967 годы председатель ВЦСПС. Сменил на этом посту Николая Шверника, избранного председателем Комиссии партийного контроля при ЦК КПСС. С 1956 по 1967 годы — вице-председатель Всемирной федерации профсоюзов. Являлся руководителем делегаций советских профсоюзов на 4-м (1957 год), 5-м (1961 год), 6-м (1965 год) Всемирных конгрессах профсоюзов.
В 1952—1986 годах — член ЦК КПСС. Делегат XIX, ХХ, XXI (внеочередного), XXII, XXIII, XXIV, XXV и XXVI съездов КПСС. С 1961 года — кандидат в члены, в 1971—1986 годах — член Политбюро ЦК КПСС. По поручению Президиума ЦК КПСС в октябре 1964 года подготовил вместе с Л.Ф. Ильичёвым текст заявления Н.С. Хрущёва об уходе на пенсию, которое Хрущёв и подписал. Депутат Совета Союза Верховного Совета СССР от Московской области (4-7 созыв, 1954—1970) и Москвы (8-11 созыв, 1970—1987), член Президиума Верховного Совета СССР (1967—86 гг.). Депутат Верховного Совета РСФСР (1963—1987).
27 июня 1967 года был избран первым секретарём МГК КПСС.
Брежнев обзвонил членов Политбюро и каждому объяснил:
— Московская городская партийная организация нуждается в укреплении, и Егорычева стоило бы заменить. Я предлагаю Гришина. Не возражаете?
Будучи главой горкома партии, блокировал проект академика А. Александрова и куратора ВПК Д. Устинова по строительству АЭС недалеко от Москвы. Как вспоминал его сын: «И он сам, и все мы, близкие ему люди, всегда держали в уме, что отец был сердечником, в 73-м году он перенёс два инфаркта. Болезнь отразилась на его деятельности, отец не был уже таким активным, как раньше, хотя работы, что называется, не убавлялось». Рой Медведев пишет, что гостиница Россия, в которой в 1977 произошёл крупнейший в Москве пожар (Пожар в гостинице «Россия»), была построена с грубейшими нарушениями правил пожарной безопасности, однако введена в строй по личному распоряжению Гришина.
Со смертью генерального секретаря ЦК КПСС К. У. Черненко в марте 1985 года, первый секретарь МГК КПСС Виктор Гришин вместе с секретарями ЦК КПСС М. С. Горбачёвым и Г. В. Романовым явились основными вероятными кандидатами на освободившуюся высшую партийную должность. Из них троих Гришин был самым старшим по возрасту (соотв. 70, 54 и 62 года), а также по стажу членства в Политбюро и ЦК. А. Н. Яковлев впоследствии называл его единственным реальным конкурентом Горбачёву, в действительности не имевшим реальных шансов, так как «на Горбачёва ставило большинство ЦК». Согласно собственным воспоминаниям Гришина, он сам отстранился от борьбы за пост, так как не имел таких амбиций, и сыграл на выдвижение Горбачёва. После прихода к власти М.С. Горбачёва, 18 февраля 1986 года Пленум ЦК КПСС освободил В.В. Гришина от обязанностей члена Политбюро ЦК в связи с уходом на пенсию.
С января 1986 по август 1987 года — государственный советник Президиума Верховного Совета СССР.
С августа 1987 года — персональный пенсионер союзного значения.

Могила на Новодевичьем кладбище

Скоропостижно скончался от инфаркта 25 мая 1992 года в Пресненском райсобесе, куда пришёл переоформить пенсию. Похоронен на Новодевичьем кладбище. Его вдова вспоминала: «…Когда на второй или на третий день во властных структурах узнали, что умер Гришин, то сказали: „На Новодевичьем кладбище не хоронить“. А им в Моссовете ответили: „Он уже там похоронен. В могиле матери…“».
Болел за «Спартак» и покровительствовал команде.

### Семья
Жена — Ирина (Ираида) Михайловна Гришина (Захарова) (1924—2019) (похоронена рядом с мужем на Новодевичьем кладбище) — тоже из Серпухова. Врач, работала в московских больницах. Поженились в 1949 году.
- Сын Александр (1950—2013[1]) — историк, бывший проректор Московской государственной академии приборостроения и информатики. Был женат на Этери Лаврентьевне Гегечкори[20] — дочери Л. П. Берии.
- Дочь Ольга Александрова (Долгова) (род. 1952) — лингвист, заведующая кафедрой английского языкознания и заместитель декана филологического факультета Московского государственного университета.
  - Внуки: Ирина, Ольга, Дарья работают в различных фирмах, Виктор-старший занимается бизнесом, Виктор-младший окончил юридический факультет МГУ, Алла учится на социологическом факультете МГУ[значимость факта?].

Артём Михайлович Тарасов так вспоминал общение с дочерью Гришина Ольгой:
Разговоры с Гришиной во время этих встреч ставили меня в неловкое положение и заставляли о многом задуматься.
— Мы наконец получили новый холодильник, — сказала мне как-то Гришина. — И пришлось ждать его целую неделю.
— Наверное, финский, «Розенлев», — вставил я, желая блеснуть осведомлённостью о самых модных тогда покупках.
— Нет, холодильник марки «Филипс», спецзаказ, прямо с фирмы, — сказала Ольга. — Мы собираем всю кухню только этой марки: мебель, кухонный телевизор, видеомагнитофон, печки всякие… Иногда это обходится так дорого. К примеру, за холодильник мы заплатили три тысячи!
— Рублей? — поинтересовался я с ужасом.
— Долларов, конечно, — ответила Гришина.
Что такое доллары, я вообще не знал. Слышал, что так называлась враждебная нам капиталистическая валюта, за которую сажали в тюрьму.
В другой раз я, набравшись наглости, попросил Гришину помочь мне купить в их специальном, как мне казалось, закрытом для общей публики магазине такой же костюм, который был на её муже. Ответ оказался неожиданным и очень поучительным.
— Знаете, Артём, — сказала Гришина, — я уже лет двадцать не была ни в одном магазине в Союзе. У нас есть специальная трёхсотая секция на Кутузовском проспекте. Там нам дают разные западные каталоги. Я их листаю и, если что-нибудь понравится, просто подчёркиваю. А через несколько дней мне всё это приносят…
Я понял, что мы с Гришиной живём на разных планетах и больше мне не стоит задавать таких вопросов.А. М. Тарасов

## Награды и память

Бюст дважды Героя Социалистического Труда В. В. Гришина в Серпухове. Скульптор Лев Кербель, архитектор Сергей Хаджибаронов

- Дважды Герой Социалистического Труда (17.09.1974, 17.09.1984).
- Награждён пятью орденами Ленина (06.12.1957, 17.09.1964, 02.12.1971[22][23], 17.09.1974, 17.09.1984), орденами Отечественной войны 1-й степени (23.04.1985), Дружбы народов (30.09.1980), «Знак Почёта» (30.07.1942), медалями.
- В Серпухове на площади князя Владимира Храброго (в прошлом — Советской) при жизни был установлен бюст В. В. Гришина как дважды Героя Социалистического Труда.
- На доме № 19 по Спиридоновке, где жил Гришин, в 2004 году была открыта мемориальная доска.
- Виктор Гришин выведен в телесериалах «Дело гастронома № 1» (2011) и «Казнокрады» (2011) (актёр Сергей Петров) и в телесериале «Гостиница „Россия“» (2016) (актёр Владимир Матвеев).

Документальные фильмы о Гришине
- «Вторая русская революция» — Би-Би-Си (1991 год)
- «Кремлёвский гамбит» (выпуск № 1 программы «Следствие вели…» от 20 января 2006 года)
- «Удар властью. Виктор Гришин» — телеканал «ТВ Центр»
- «Виктор Гришин. Прощание. Как уходил „советский мэр“ Москвы.» ТВ Центр (2024 год)

## Мнения
… я отлично понимал, что меня используют, чтобы свалить команду Гришина. Гришин, конечно, человек невысокого интеллекта, без какого-то нравственного чувства, порядочности — этого у него не было. Была напыщенность, было очень сильно развито угодничество. Он знал в любой час, что нужно сделать, чтобы угодить руководству. С большим самомнением… Многих он развратил, не всю, конечно, Московскую партийную организацию, но руководство МГК — да. В аппарате сложился авторитарный стиль руководства. Авторитарность, да ещё без достаточного ума — это страшно. Сказывалось это всё на социальных делах, на уровне жизни людей, на внешнем облике Москвы. Столица стала жить хуже, чем несколько десятилетий назад. Грязная, с вечными очередями, с толпами людей…
<…>
Его пытались обвинить в различных махинациях, но никаких компрометирующих материалов против него работники правоохранительных органов не обнаружили. Мне сказали, что, по-видимому, они уничтожены. Я не исключаю такую возможность, потому что мы не обнаружили даже материалов по его вступлению в партию, а уж они-то точно должны существовать. В общем, имеется масса слухов о Гришине; но они ничем не подтверждены. Ещё раз говорю, что, когда я пришёл, его сейфы были пусты. Может быть, материалы о нём есть в КГБ, я не знаю.Б. Н. Ельцин
Борис Николаевич Ельцин клялся, что будет бороться с такими коррупционерами, как первый секретарь московского горкома партии Гришин и другие. Простите меня, но Виктор Васильевич Гришин умер в районном собесе, куда пришёл оформлять мизерную пенсию. Никаких денег, особняков и ценностей у него и в помине не было, этот человек — я подчёркиваю! — скончался в полной нищете.В. И. Калиниченко
Столько, сколько сделал для Москвы Гришин, не сделал никто. Гришин был лучшим руководителем этого города. Ситуацию с сохранением культурных памятников <...> он контролировал и исторический центр Москвы сохранился благодаря Гришину. Известная на всю Россию Московская кольцевая автодорога, которую почему-то было принято связывать с именем Лужкова, хотя МКАД построена при Гришине. План постройки Третьего транспортного кольца Москвы, который преподносили, как лужковский проект, был составлен ещё при Гришине. При Гришине началось строительство нового здания Театра на Таганке. Гришин продавливал новые постановки этого театра, если их по каким-то причинам не разрешал Минкульт. Именно Гришин разрешил массовые похороны Высоцкого — в дни Олимпиады это было практически невозможно. Гришин никогда не был консерватором.Ю. А. Прокофьев
Для меня это был большой авторитет. Я считал его болеющим за дело крупным руководителем. Он много уделял внимания кадрам, с которыми работал. Была у него блестящая черта: не был завистливым, вредным человеком. Глубоко вникал в проблемы, которые предстояло решать. Работоспособностью и преданностью делу вдохновлял всех окружающих. Москву в высших инстанциях всегда защищал, жил её интересами…
Гришин подкупал не показной скромностью. Та служебная дача, где жила его семья, кабинет, который занимал он на Старой площади, не идут ни в какое сравнение с тем, чем располагает теперь руководитель средней фирмы…

Внешне первый секретарь МГК казался угрюмым и неприветливым, не улыбался перед объективами фото и кинокамер. Но он был хороший, душевный человек, хотя и строгий, принципиальный руководитель. Гришин старался помочь всем, кто к нему попадал на приём…В. Е. Ресин, 2005 г.